# Ivan Glasenberg
Pour les articles homonymes, voir Glasenberg (homonymie).
Ivan Glasenberg, né le 7 janvier 1957 à Johannesburg en Afrique du Sud, est un chef d'entreprise, directeur général de Glencore et un milliardaire. Il possède les nationalités sud-africaine, australienne et suisse.

## Biographie
Ivan Glasenberg est né en Afrique du Sud en janvier 1957. Son père, Samuel Glasenberg, lituanien, était fabricant de bagages et importateur. Sa mère, Blanche, était sud-africaine. La famille vivait à Illovo, Gauteng, une banlieue de Johannesburg.
Glasenberg fut athlète et dans sa jeunesse a été champion national junior en marche athlétique.

### Formation
Il a obtenu un Bachelor en commerce et un Bachelor en comptabilité de l'université de Witwatersrand. Il fut comptable agréé chez Nexia Levitt Kirson, pendant cinq ans et est expert-comptable agréé en Afrique du Sud. Il a reçu son MBA de l'université de Californie du Sud à Los Angelès en 1983.

### Carrière
Glasenberg rejoint Glencore en 1984, travaillant dans le département Charbon en Afrique du Sud et en Australie. Il dirige les bureaux de Glencore à Hong Kong et à Pékin de 1989 à 1990, et devient chef du département Charbon de l'entreprise en 1991. Il est nommé PDG en 2002, succédant à Willy Strothotte (de) (qui était aussi directeur exécutif de Xstrata, groupe qui sera acheté par Glencore en 2013).
En 2005, le journal BusinessWeek parle d'Ivan Glasenberg comme d'un personnage clé (« lieutenant ») dans le secret cercle intime du négociant Marc Rich. Glencore est le successeur de l'entreprise Marc Rich & Co AG.
Sa participation de 15,8 % dans le groupe Glencore (pour 7 milliards d'euros environ en 2011) en fait l'un des hommes les plus riches, voire le plus riche du monde du négoce.

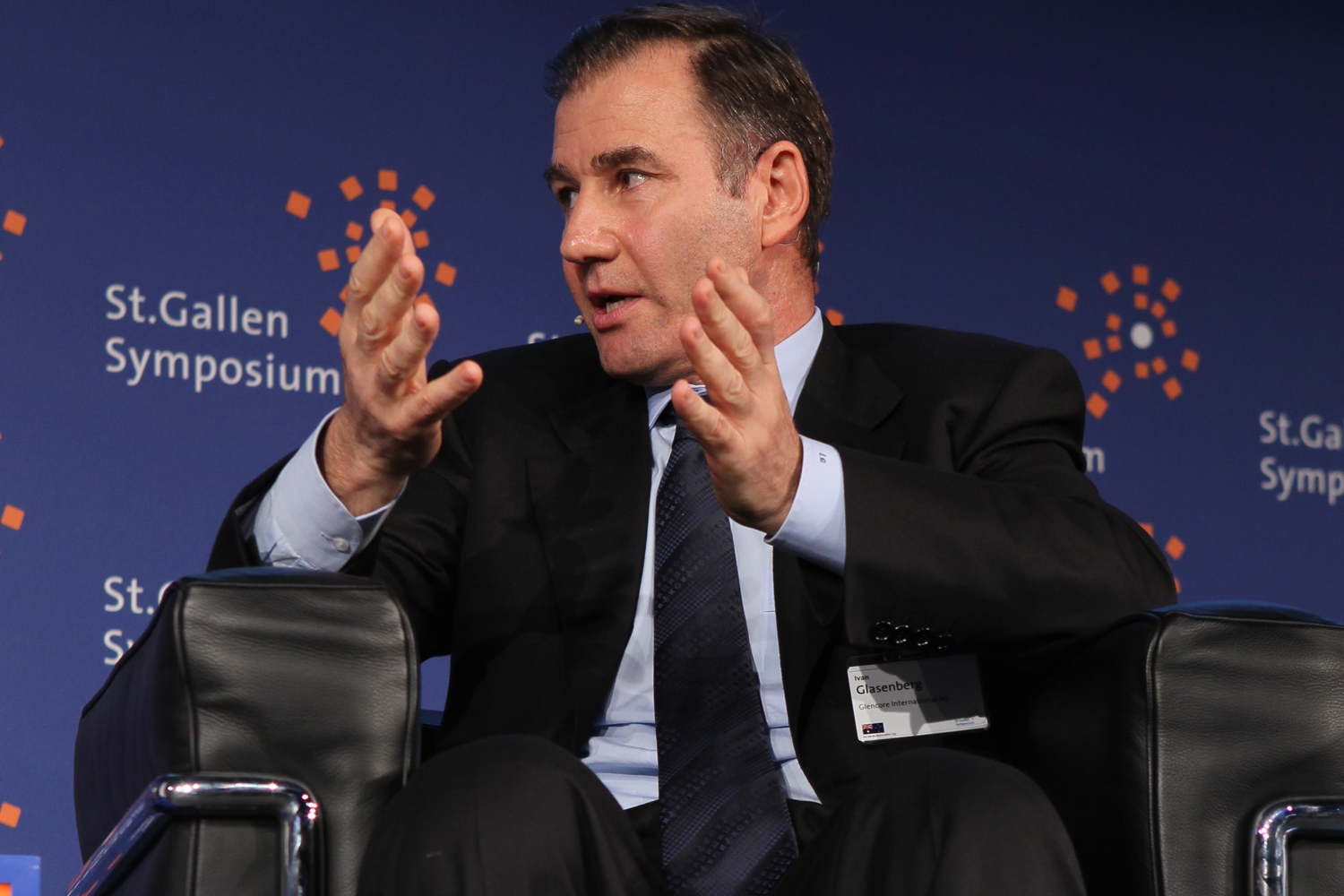
Ivan Glasenberg au 42e Symposium de Saint-Gall en 2012.

En août 2011, en raison du climat économique, Glasenberg aurait perdu 788 millions de livres alors que sa participation de 15,8 % était évaluée à 4,7 milliards de livres. En septembre 2011, en utilisant ses propres dividendes, Glasenberg a commencé à acheter une plus grande partie de Glencore, jusqu'à un montant supplémentaire de 54 millions de dollars d'actions Glencore.
En novembre 2017, son nom est cité dans les révélations des Paradise Papers.
En 2023, il est annoncé comme l'acheteur de la marque de vélo Pinarello,, il était déjà actif dans le cyclisme avec la marque de vêtement Q36.5 (et l'équipe cycliste du même nom).

## Sport
Ivan Glasenberg a été champion de marche athlétique pour l'Afrique du Sud et pour Israël. 

## Décoration
En 2017, Vladimir Poutine lui remet l'Ordre de l'Amitié après l'accord de Rosneft.